# Dębowa Kłoda (gmina)
Pour les articles homonymes, voir Dębowa Kłoda.
Dębowa Kłoda est une gmina rurale (gmina wiejska) du powiat de Parczew, dans la Voïvodie de Lublin, dans l'est de la Pologne.
Son siège administratif (chef-lieu) est le village de Dębowa Kłoda, qui se situe environ 12 kilomètres (km) à l'est de Parczew (siège du powiat) et 50 kilomètres (km) au nord-est de la capitale régionale Lublin (capitale de la voïvodie).
La gmina couvre une superficie de 188,29 km2 pour une population de 3 991 habitants en 2006.

## Histoire
De 1975 à 1998, la gmina est attachée administrativement à l'ancienne voïvodie de Biała Podlaska.

Depuis 1999, elle fait partie de la nouvelle voïvodie de Lublin.

## Géographie
La gmina inclut les villages (sołectwa) de:

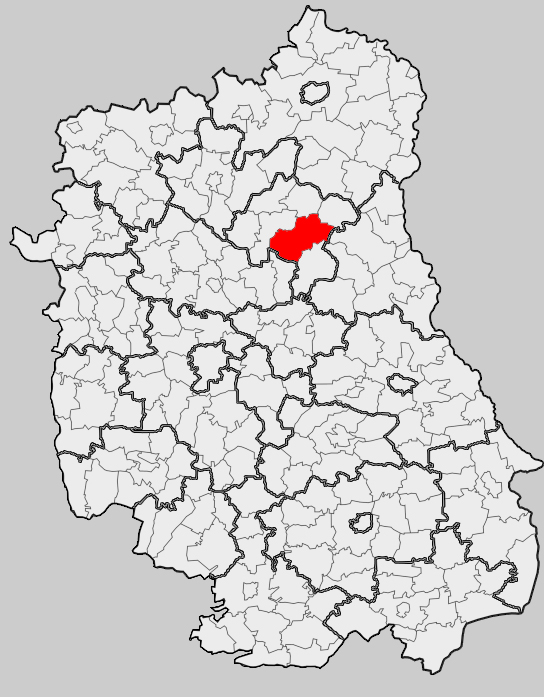
Position de la gmina dans la voïvodie

- Bednarzówka
- Białka
- Chmielów
- Dębowa Kłoda
- Hanów
- Kodeniec
- Korona
- Krzywowierzba-Kolonia
- Leitnie
- Lubiczyn
- Makoszka
- Marianówka
- Nietiahy
- Pachole
- Plebania Wola
- Stępków
- Uhnin
- Wyhalew
- Zadębie
- Żmiarki

### Gminy voisines
La gmina de Dębowa Kłoda est voisine des gminy de:
- Jabłoń
- Parczew
- Podedwórze
- Sosnowica
- Stary Brus
- Uścimów
- Wyryki

## Structure du terrain
D'après les données de 2002, la superficie de la commune de Dębowa Kłoda est de 188,29 kilomètres carrés, répartis comme telle :
- terres agricoles : 60%
- forêts : 30%

La commune représente 19,77% de la superficie du powiat.

## Démographie
Données du 30 juin 2004:
| Description        | Total  | Total | Femmes | Femmes | Hommes | Hommes |
| ------------------ | ------ | ----- | ------ | ------ | ------ | ------ |
| Unité              | Nombre | %     | Nombre | %      | Nombre | %      |
| Population         | 3 974  | 100   | 2 021  | 50,9   | 1 953  | 49,1   |
| Densité (hab./km²) | 21,1   | 21,1  | 10,7   | 10,7   | 10,4   | 10,4   |